# Nadine Rebel
Nadine Sidonie Rebel (* 7. Januar 1975 in Mönchengladbach) ist eine deutsche Soziologin und Sachbuchautorin.

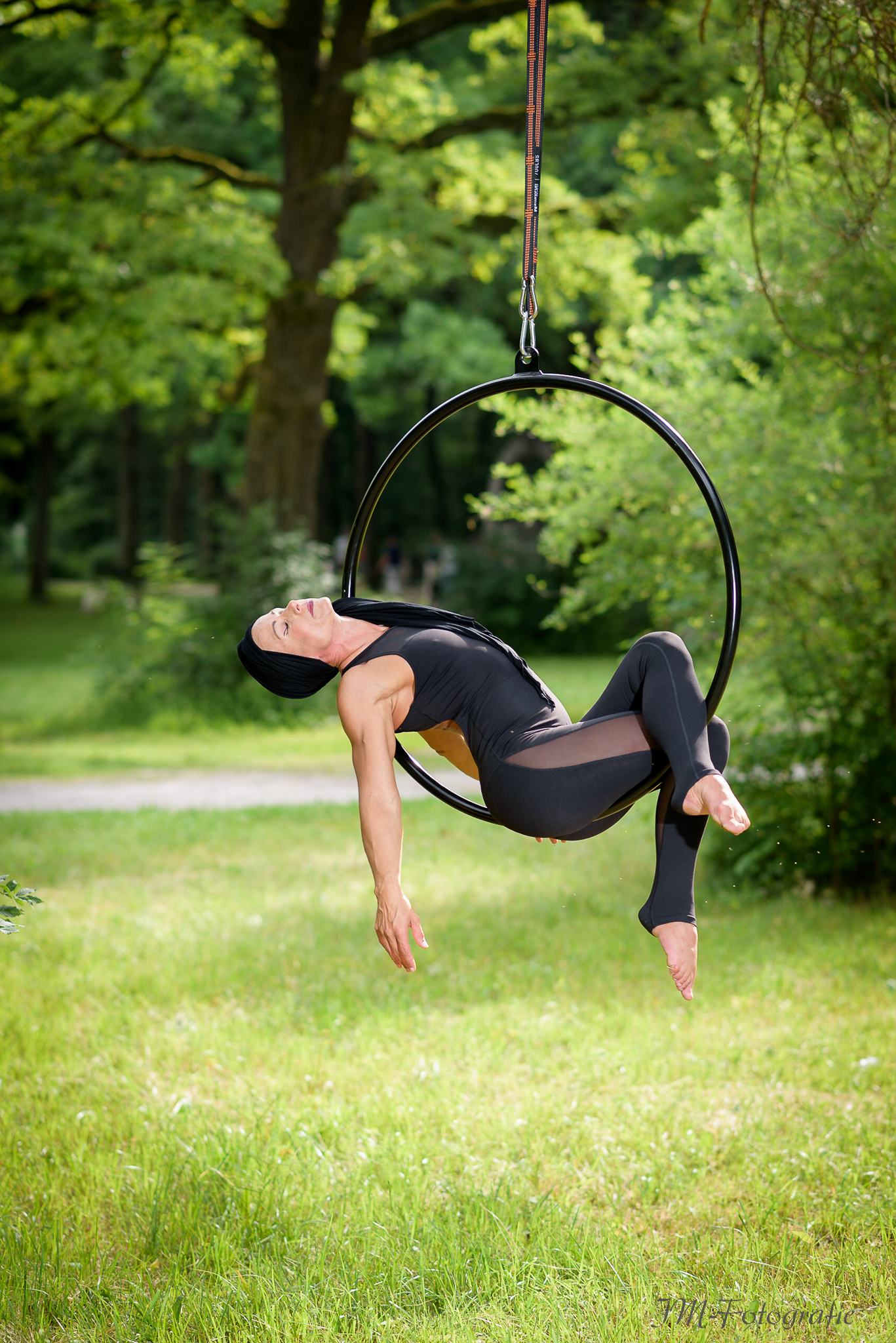
Aerial Hoop, Sport und Akrobatik im Luftring

## Leben
Rebel absolvierte von 1994 bis 1999 ein Studium der Soziologie, Psychologie und Pädagogik an der Universität Augsburg, welches sie mit dem Grad Magister Artium abschloss. Nach dem Studium machte sie sich selbständig. Im Jahr 2000 gründete sie eine Unternehmensberatung mit dem Schwerpunkt Strategieentwicklung für den Außenauftritt von Unternehmen und Einzelpersonen. Rebel war unter anderem Dozentin für Schlüsselqualifikationen an der Universität Passau und der TU München (Kommunikation in Teams, Führungsfundamente, Rhetorik und Körpersprache). Von 2005 bis 2008 veröffentlichte sie im Forum Verlag Herkert den Themenbrief Mitarbeiterführung.
Seit dem Jahr 2000 ist Rebel als Fitnesstrainerin tätig. Seit 2011 leitet sie in Augsburg auch ein eigenes Sportstudio.
Rebel verfasst Sachbücher und Artikel zu den Themen Fitness, Work-Life Balance und Sport, insbesondere zu Poledance und Aerial Hoop. Ihr Buch Fit for work für Frauen. Körpergefühl und Fitness als Erfolgsfaktoren wurde auch ins Litauische übersetzt.
Als Tänzerin trat Rebel bei verschiedenen nationalen und internationalen Events auf. Als Organisatorin veranstaltet sie selbst auch Poledance-Wettkämpfe.

## Publikationen
- Fit for work für Frauen. Körpergefühl und Fitness als Erfolgsfaktoren. Redline Wirtschaft. Regensburg 2007. ISBN 978-3-636-01428-3
- Work-Life-Balance für freche Frauen. Beruf und Leben im Einklang. Redline Wirtschaft. Regensburg 2007. ISBN 978-3636014337
- Poledance Passion. Technik. Training. Leidenschaft. Mit zahlreichen Porträts internationaler Stars. Copress Verlag in der Stiebner Verlags GmbH. München. 4. Auflage. 2017. ISBN 978-3767911949
- Aerial Passion Trainerguide. Das Handbuch für Poledance und Aerial Hoop-Trainer. Tipps, Tricks und Anleitungen zur Kursgestaltung. Copress Verlag in der Stiebner Verlags GmbH. München. 2018. ISBN 978-3767912342
- Von der Vision zur Profession – Die Genderperspektive in der Pädagogik. Herausgeber: Christian Boeser, Claudia Fahrenwald, Quirin Bauer. Beitrag Nadine Rebel: Von der Norm zum gelebten Wert. Budrich UniPress Ltd. Opladen, Berlin & Toronto. 2012. ISBN 978-3-940755-97-1. S. 246–254